# Elytrimitatrix sharonae
Elytrimitatrix sharonae là một loài bọ cánh cứng trong họ Cerambycidae.